# جون ميرفي (لاعب كرة قدم)
جون ميرفي (بالإنجليزية: John Murphy)‏ (18 أكتوبر 1976 في المملكة المتحدة - ) هو لاعب كرة قدم بريطاني في مركز الهجوم. لعب مع باتريك أتلتيك وماكليسفيلد تاون ونادي بلاكبول ونادي تشستر سيتي.

## وصلات خارجية
- جون ميرفي على موقع قاعدة بيانات كرة القدم.إي يو (الإنجليزية)
- جون ميرفي على موقع Soccerbase.com (لاعب) (الإنجليزية)